# Lübecker Bürgermeister

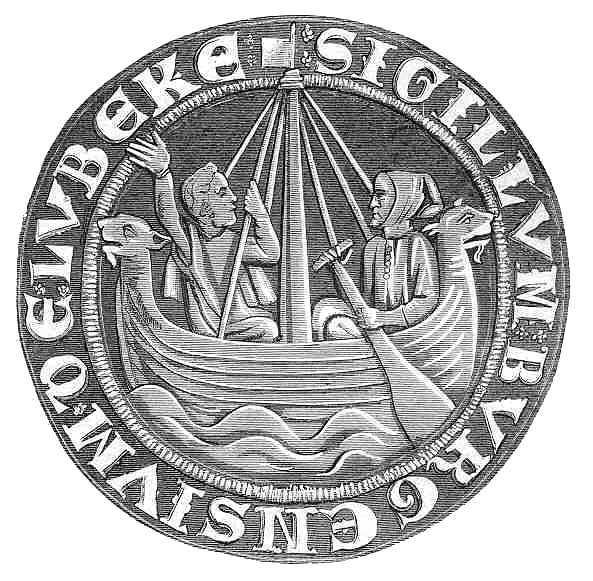
Lübecker Stadtsiegel

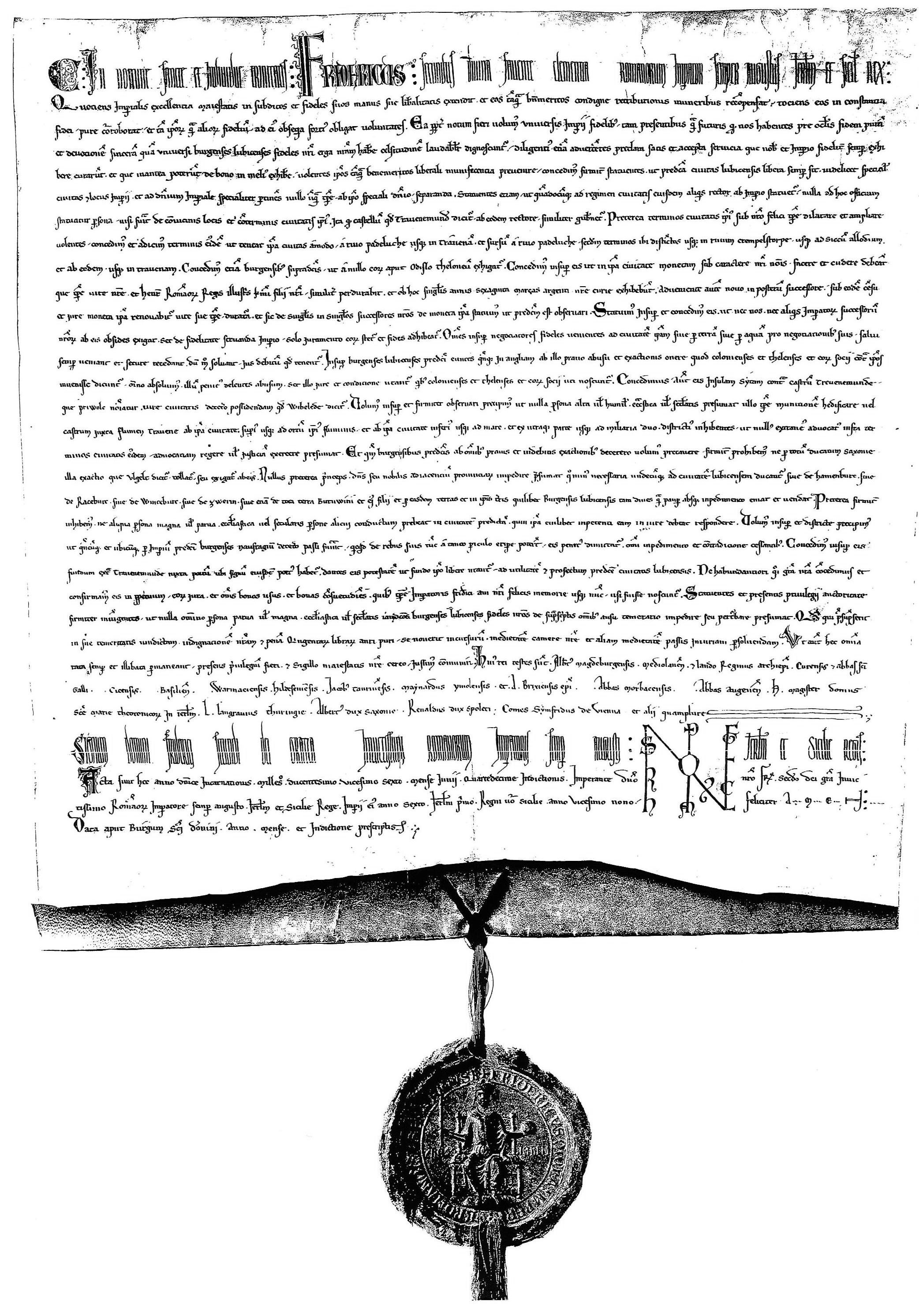
Reichsfreiheitsbrief 1226

Die Bürgermeister der Hansestadt Lübeck gehörten zumindest bis zum Spätmittelalter zu den mächtigsten Politikern in Nordeuropa. Kaum eine Entscheidung im Wirtschaftsraum rund um die Ostsee wurde zu dieser Zeit nicht von ihnen mit beeinflusst oder gar bestimmt. Dieser Einfluss reduzierte sich mit dem Bedeutungsverlust, der nach dem Dreißigjährigen Krieg zur Auflösung der Hanse führte. Im Selbstverständnis der Hanseaten waren die Lübecker Bürgermeister bis 1937 Regierungschefs dieses kleinen Stadtstaates. Mit der Eingliederung nach Preußen und Schleswig-Holstein durch das Groß-Hamburg-Gesetz wurden die Bürgermeister auch in Lübeck örtliche Leiter der kommunalen Verwaltung. Sie werden seit 2000 direkt gewählt. Seit 2018 ist Jan Lindenau Bürgermeister Lübecks.

## Bürgermeister Lübecks vor 1811
Diese Auswahl wurde in der zeitlichen Reihenfolge des vorherigen Eintrittes der aufgeführten Personen in den Rat der Stadt erstellt. Die Liste ist aus der Lübeckischen Ratslinie von 1925 abgeleitet. Die Ratslinie verzeichnet die Mitglieder des Rates, soweit bekannt, ebenfalls in der Reihenfolge des Eintritts in den Rat. Diese Aufnahme erfolgte bis zur Mitte des 19. Jahrhunderts durch Zuwahl, der Rat als Gremium ergänzte sich also selbst, und zwar aus den Korporationen der Kaufleute wie der Zirkelgesellschaft. Der Rat hatte bis zu 24 Mitglieder, die Ratsherren. Diese wählten aus ihrer Mitte im Regelfall vier Bürgermeister, die dieses Amt normalerweise bis zu ihrem Tode innehatten.

### 12. und 13. Jahrhundert
Schon in den westfälischen Ortsnamen in den Nachnamen der frühen Bürgermeister wird die Migrationsbewegung der Nordostkolonisation von Westfalen und dem Niederrhein her deutlich. Dieser Teil des 13. Jahrhunderts ist aufgrund des gleichzeitigen Einsetzens schriftlicher Chronistik keinesfalls abschließend und auch nicht zuverlässig absicherbar.
| Name und Lebensdaten                          | Ratslinie Nr. | Regierungszeit                                 | Besonderheiten und Anmerkungen | Abbildung |
| --------------------------------------------- | ------------- | ---------------------------------------------- | --- | --------- |
| Giselbert von Warendorf (um 1140 – nach 1201) | 030           | um 1168–1188                                   | Wanderte von Warendorf/Westfalen nach Lübeck aus. Lübecker Gesandter bei Kaiser Friedrich I. „Barbarossa“. |           |
| Elver v. Bardewik                             | 056           | 1200                                           | |           |
| Lutbert vom Huse                              | 063           | 1197–1201                                      | |           |
| Hinrich Wullenpund († zwischen 1246 und 1250) | 101           | 1229–1230, 1232–1233, 1236, 1240               | Er erbaute die Wullenpund-Kapelle im Lübecker Dom, in der er auch bestattet wurde. Sie ist auf der Südseite vor dem westlichen Ende des Chorumgangs und wird auch Apostel- oder Rochuskapelle genannt. Er stiftete dem Haus Fleckenhagen zwei Vikarien, die in der Reformation eingezogen wurden. |           |
| Hinrich Witte                                 | 104           | 1227–1236                                      | |           |
| Gottschalck v. Bardewik                       | 105           | 1229, 1233–1234, 1240, 1244                    | |           |
| Wilhelm Witte                                 | 106           | 1250, 1253                                     | Er war einer der Ratssendboten (Gesandten) 1226 bei Kaiser Friedrich II., die in Fidenza den Lübecker Reichsfreiheitsbrief erwirkten. |           |
| Marquard von Hagen                            | 154           | 1230–1240                                      | |           |
| Hinrich Vorrade                               | 157           | 1238–1263                                      | |           |
| Hildemar                                      | 170           | 1250–1266                                      | |           |
| Hinrich v. Wittenborg                         | 172           | 1255–1256, 1259, 1261, 1268–1269, 1273         | |           |
| Johann von Bardewik                           | 173           | 1263, 1266, 1269, 1277, 1281, 1283, 1285, 1287 | |           |
| Vromold von Vifhusen                          | 201           | 1271 und 1286                                  | |           |
| Hinrich Steneke († 1300)                      | 202           | 1276–1277, 1286–1287, 1289, 1291–1294, 1298    | genannt in Chronik von Detmar: „de vil wisse man“ |           |
| Johann Moench                                 | 203           | 1266, 1273–1274                                | |           |
| Bertram Stalbuk                               | 209           | 1276, 1281, 1283                               | |           |
| Hildebrand v. Mölln                           | 220           | 1269–1287                                      | |           |
| Arnold Schotelmund                            | 229           | 1271–1291                                      | |           |
| Alwin vom Steene                              | 238           | 1289–1290                                      | |           |
| Johann Runese                                 | 243           | 1292, 1299–1317                                | |           |
| Marquard Hildemar                             | 250           | 1286, 1290, 1293, 1297–1300                    | |           |
| Dietrich Vorrade                              | 259           | 1291                                           | |           |
| Bernhard von Coesfeld († 1301)                | 274           | 1299–1301                                      | Er wurde auf dem Markt erstochen. |           |

### 14. Jahrhundert
| Name und Lebensdaten                  | Ratslinie Nr. | Regierungszeit  | Besonderheiten und Anmerkungen | Abbildung |
| ------------------------------------- | ------------- | --------------- | --- | --------- |
| Bruno Warendorp (um 1255–1341)        | 268           | 1301–1341       | Er war 40 Jahre lang Bürgermeister. |           |
| Segebodo Crispin († 1323)             | 270           | 1301–1323       | Tafelbild mit seinem Porträt im Annen-Museum |           |
| Albert von Bardewik († 1310)          | 272           | 1308–1310       | |           |
| Alexander Lüneburg (1240–1302)        | 281           | 1302            | Erster Ratsherr und Bürgermeister der Patrizierfamilie von Lüneburg – von Livland nach Lübeck übergesiedelt – Grabstein mit Inschrift in der Katharinenkirche                                                                  |           |
| Arnold Pape                           | 289           | 1314–1319       | |           |
| Marquard Vorrade                      | 291           | 1302–1307       | 1302 mit Johann Runese Gesandter bei Herzog Otto II. von Lüneburg. Vater des Bürgermeisters Bertram Vorrade. |           |
| Hinrich Pleskow († 1340)              | 294           | 1320–1340       | 1296 von Wisby nach Lübeck übergesiedelt |           |
| Hinrich von Wittenborg                | 296           | 1318–1321       | 1337 ins Domkapitel berufen |           |
| Hermann Morneweg († 1338)             | 299           | 1312–1338       | Sohn des Stifters des Heiligen-Geist-Hospitals, Bertram Morneweg. |           |
| Konrad von Attendorn (1265–1339)      | 300           | 1324–1339       | errichtet 1285 eine Vikarie in der Kirche St. Petri aus Einkünften der Lüneburger Saline |           |
| Hermann Warendorp († 1333)            | 305           | 1328–1333       | |           |
| Marquard von Coesfeld                 | 328           | 1341–1342       | |           |
| Hermann von Wickede I (1294–1367)     | 331           | 1365–1367       | |           |
| Eberhard von Alen (1280–1342)         | 337           | 1340–1342       | |           |
| Nicolaus Schoneke                     | 339           | 1347            | |           |
| Bertram Vorrade                       | 341           | 1363            | |           |
| Hinrich Pape                          | 342           | 1342            | |           |
| Tidemann von Güstrow                  | 344           | 1347            | War 1341 in Flandern, von wo er den dortigen Münzmeister nach Lübeck zog. – im Auftrag her Thideman Gustrowe von dem Domvikar Helmicus thymmonis wurde das Lübische Recht geschrieben und Tidemann Gustrowscher Kodex genannt. |           |
| Bertram Heideby                       | 346           | 1343            | |           |
| Tidemann Warendorp (1310–1366)        | 352           | 1351            | |           |
| Hinrich Pleskow († nach 1357)         | 362           | 1357            | |           |
| Johann Wittenborg († 1363)            | 366           | 1360            | Als Befehlshaber in der katastrophalen Niederlage der Flotte gegen Waldemar Atterdag 1363 wurde er hingerichtet. |           |
| Hermann Gallin                        | 368           | 1359            | |           |
| Johannes Perzeval (1320–1384)         | 372           | 1363            | |           |
| Jakob Pleskow (1323–1381)             | 373           | 1364            | Er war als wichtigster Außenpolitiker Lübecks in der 2. Hälfte des 14. Jahrhunderts bei diversen Friedensverhandlungen beteiligt. Wie sein Neffe Simon Swerting stammte er aus Visby.                                          |           |
| Simon Swerting (~1340 – vor 1388)     | 387           | 1370            | Er war bei den Verhandlungen für den Frieden von Vordingborg (1365) beteiligt und hatte seit 1370 den Oberbefehl gegen Waldemar Atterdag.                                                                                      |           |
| Thomas Morkerke (1330–1401)           | 392           | 1386            | |           |
| Brun Warendorp († 1369)               | 394           | 1367            | Er war 1368 Befehlshaber bei der Eroberung Helsingborgs. Er starb noch vor der Übergabe der Festung und wurde in der Marienkirche beigesetzt.                                                                                  |           |
| Gerhard von Attendorn († 1396)        | 397           | 1382            | Gesandter Lübecks am Kaiserhof |           |
| Hartmann Pepersack (1330–1385)        | 402           | 1373            | übergesiedelt von Hildesheim nach Lübeck |           |
| Gottfried Travelmann († 1391)         | 406           | 1390            | Er starb auf einer diplomatischen Reise nach Livland. |           |
| Hinrich Westhof(f) († 1415)           | 409           | 1392            | |           |
| Goswin Klingenberg                    | 414           | 1397            | |           |
| Johann Lüneburg (um 1360 – nach 1406) | ???           | 1392 und später | 1390 Mitglied der Zirkelgesellschaft – besaß in Lübeck die Lachswehr. |           |
| Johann Nyebur († 1399)                | 419           | 1393            | Die Kreuzküssung Nieburs (1392) war als Handelsvertrag für die folgenden 100 Jahre immer wieder die Dat weer Nyeburs crusekussinge zitierte Rechtsgrundlage des Umgangs zwischen Deutschen und Russen in Nowgorod.             |           |

### 15. Jahrhundert
| Name und Lebensdaten               | Ratslinie Nr. | Regierungszeit       | Besonderheiten und Anmerkungen | Abbildung |
| ---------------------------------- | ------------- | -------------------- | --- | --------- |
| Jordan Pleskow (1357–1425)         | 425           | 1400–1425            | Mitglied der Zirkelgesellschaft |           |
| Marquard von Dame († nach 1417)    | 426           | 1406–1408 und 1416-† | Ab 1408 vertrat er im HRR und international die Interessen des Alten Rates gegen den Neuen Rat bis zur Wiedereinsetzung im Jahr 1416. Er war einer der Stifter der Zirkelgesellschaft. |           |
| Henning von Rentelen (1360–1406)   | 434           | 1402                 | Mitglied der Zirkelgesellschaft. |           |
| Konrad Brekewoldt († 1447)         | 441           | 1407–1436            | Er soll fast 100 Jahre alt geworden sein. Mitglied der Zirkelgesellschaft. – Gewandschneider in Lübeck.                                                                                |           |
| Hinrich Rapesulver († 1440)        | 442           | ?–1440               | Testament 1439 |           |
| Hermann von Alen († 1411)          | 446           | 1408–1411            | Wurde in den Neuen Rat gewählt und zum Bürgermeister ernannt. |           |
| Johann Lange († 1415)              | 447           | 1408–1409            | Mitglied des Neuen Rates und Bürgermeister; später Austritt aus dem Rat. |           |
| Simon Oldesloe († 1412)            | 448           | 1409                 | |           |
| Elert Stange († 1418)              | 449           | 1408–1416            | |           |
| Johann Growe († vor 1423)          | 455           | 1411–1412            | Ältermann der Bergenfahrer |           |
| Tidemann Steen († 1441)            | 467           | 1427                 | Er war 1405 Ältermann der Schonenfahrer und wurde 1416 aus dem Neuen Rat in den wieder eingesetzten Alten Rat übernommen. Später wurde er Mitglied der Zirkelgesellschaft.             |           |
| Hinrich Schönenberg († um 1445)    | 484           | 1412–1416            | |           |
| Hermann Poling                     | 485           | 1413                 | Wandte sich gegen die Wiedereinsetzung des Alten Rates 1416 und wurde deshalb zunächst gefangen genommen und dann der Stadt verwiesen. Im Juni 1416 leistete er Urfehde.               |           |
| Johann Bere († 1451)               | 500           | 1436–1451            | von Lüneburg nach Lübeck eingewandert. Admiral der Schonenfahrer und Mitglied der Zirkelgesellschaft.                                                                                  |           |
| Johann Klingenberg († 1455)        | 507           | 1432–1454            | Mitglied der Zirkelgesellschaft. |           |
| Johann Lüneburg (1385–1461)        | 511           | 1442–1461            | Mitglied der Zirkelgesellschaft |           |
| Johann Kollmann († 1454)           | 512           | 1443–1454            | |           |
| Bruno Warendorp († 1457)           | 515           | 1432–1434 oder 1435  | Mitglied der Zirkelgesellschaft und 1443 deren Schaffer. 1434/35 Austritt aus dem Rat.                                                                                                 |           |
| Wilhelm von Calven († 1465)        | 517           | 1441–1465            | Mitglied der Zirkelgesellschaft. |           |
| Gerhard von Minden († 1466)        | 519           | 1454–1462            | Mitglied der Zirkelgesellschaft seit 1447. |           |
| Bertold Witig († 1474)             | 521           | 1457–1474            | Seit 1443 Mitglied der Zirkelgesellschaft. |           |
| Heinrich von Stiten († 1484)       | 526           | 1466–1484            | Seit 1467 Mitglied der Zirkelgesellschaft. |           |
| Johann Westphal (um 1397–1474)     | 528           | 1461–1474            | Seit 1429 Mitglied der Zirkelgesellschaft. |           |
| Andreas Geverdes († 1477)          | 529           | 1475–1477            | Eingewandert von Magdeburg nach Lübeck. Seit 1460 Mitglied der Zirkelgesellschaft. Gewandschneider                                                                                     |           |
| Hinrich Castorp (1419–1488)        | 533           | 1462–1488            | 1447–1450 Ältermann im Hansekontor in Brügge. Stifter der Kaufleute-Kompagnie, ab 1452 Mitglied der Zirkelgesellschaft.                                                                |           |
| Johann Wickinghof († 1493)         | 550           | 1484–1493            | Seit 1470 Mitglied der Zirkelgesellschaft. |           |
| Ludeke von Thünen (1430–1501)      | 553           | 1475–1501            | Seit 1460 Mitglied der Zirkelgesellschaft. |           |
| Bruno Bruskow († 1487)             | 557           | 1479–1487            | Seit 1460 Mitglied der Zirkelgesellschaft. |           |
| Heinrich Brömse (1440–1502)        | 562           | 1487–1502            | Seit 1479 Mitglied der Zirkelgesellschaft. |           |
| Diedrich Hupe († 1498)             | 564           | 1494–1498            | Mitglied der Kaufleute-Kompagnie, ab 1495 Mitglied der Zirkelgesellschaft. |           |
| Hermann von Wickede II (1436–1501) | 568           | 1489–1501            | Seit 1470 Mitglied der Zirkelgesellschaft. |           |
| Johann Hertze († 1510)             | 571           | 1498–1510            | Seit 1479 Mitglied der Zirkelgesellschaft. |           |

### 16. Jahrhundert
Sortierbare Liste
| Name und Lebensdaten                  | Ratslinie Nr. | Regierungszeit       | Besonderheiten und Anmerkungen | Abbildung |
| ------------------------------------- | ------------- | -------------------- | --- | --------- |
| Hartwig von Stiten († 1511)           | 575           | 1502–1511            | Sohn des Bürgermeisters Heinrich von Stiten; Mitglied der Zirkelgesellschaft |           |
| Tideman Berck († 1521)                | 576           | 1501–1521            | 1504 Münzvertrag mit Hamburg und Lüneburg; Mitglied der Zirkelgesellschaft |           |
| Heinrich Witte († 1523)               | 578           | 1513–1520            | |           |
| David Divessen († 1509)               | 581           | 1503–1509            | 1500 Ratsherr; 1504 und 1506 Münzverträge mit Hamburg, 1506 Verhandlungen mit König Johann von Dänemark |           |
| Heinrich Castorp (1451–1512)          | 582           | 1512                 | Ratsherr seit 1500; Mitglied der Zirkelgesellschaft seit 1501 |           |
| Hermann Meyer († 1528)                | 584           | 1510–1528            | Ratsherr seit 1500; Mitglied der Zirkelgesellschaft seit 1501; 1512/13 Friedensverhandlungen mit König Johann von Dänemark; mehrmals in Antwerpen wegen Verlegung des Hansekontor in Brügge dorthin 1520 |           |
| Thomas von Wickede (1472–1527)        | 593           | 1511–1527            | glänzender Diplomat; seit 1501 Mitglied der Zirkelgesellschaft; 1524 von Friedrich I. wegen Unterstützung gegen Christian II. zum Ritter geschlagen |           |
| Hermann Falcke († 1530)               | 598           | 1522–1530            | seit 1510 mehrmals Oberbefehlshaber der Lübecker Flotte |           |
| Nikolaus Brömse (1485–1543)           | 604           | 1520–1531; 1535–1543 | Mitglied der Zirkelgesellschaft seit 1508; 1521 am Hof Karl V., wohin er 1531 floh und zum Ritter geschlagen wurde; 1535 kehrte er zurück und nahm 1536 an den Friedensgesprächen mit Christian III. in Hamburg und am Verhör von Jürgen Wullenwever in Braunschweig teil; 1540 Vorsitz auf dem Hansetag in Lübeck                                  |           |
| Joachim Gercken († 1544)              | 605           | 1531–1544            | Bergenfahrer, stammte aus Hagenow; 1532/33 Verhandlung mit Friedrich I. über Ausschluss der Niederländer vom Ostseehandel; April bis November 1534 aus dem Rat ausgeschlossen; 1535 Verhandlungen mit der Bürgerschaft über Wiederherstellung der alten Verhältnisse; 1536 mit Brömse bei den Friedensgesprächen in Hamburg und Wullenwevers Verhör |           |
| Mattheus Packebusch († 1537)          | 610           | 1528–1532; 1534–1537 | Doktor der Rechte aus Stendal; ab 1495 Syndicus; bei allen wichtigen Verhandlungen Lübecks und der wendischen Städte beteiligt; 1532 wegen seines Alters aus dem Rat ausgetreten, aber 1534 wieder eingetreten |           |
| Hermann Plönnies († 1533 in Münster)  | 613           | 1529–1531            | verließ 1531 mit Brömse die Stadt und wurde von Karl V. zum Ritter geschlagen |           |
| Gotthard III. von Hoeveln (1468–1555) | 615           | 1531–1552            | seit 1527 im Rat; vom Bürgerausschuss unter Jürgen Wullenwever gegen seinen Protest zum Bürgermeister gewählt; trat 1535 aus dem Rat aus, wurde aber von Brömse zum Wiedereintritt beredet |           |
| Nikolaus Bardewik (1506–1560)         | 618           | 1544–1560            | aus Lüneburg, seit 1525 Mitglied des Zirkelgesellschaft, 1527 mit 21 Jahren Ratsherr, Schwiegersohn von Thomas von Wickede; 1532 Befehlshaber der Flotte; 1537–1544 Amtmann in Bergedorf; mehrmals als Gesandter am dänischen Hof |           |
| Anton von Stiten († 1564)             | 620           | 1540–1564            | Sohn des Bürgermeisters Hartwig von Stiten; seit 1525 Mitglied der Zirkelgesellschaft; 1530 Gesandter an den Schmalkaldischen Bund; |           |
| Gottschalck Lunte († 1532)            | 627           | 1531–1532            | 1531 direkt aus dem Bürgerausschuss zum Bürgermeister gewählt, zuvor Hauptmann von Mölln. Seine Witwe heiratete Marx Meyer. |           |
| Jürgen Wullenwever († 1537)           | 636           | 1533–1535            | aus Hamburg; 1533 direkt als Bürgermeister in den Rat eingetreten; erklärte 1533 den Krieg gegen die Niederländer und 1534 gegen Schleswig-Holstein und Dänemark (Grafenfehde); 1535 zum Rücktritt gezwungen; 1537 in Wolfenbüttel hingerichtet |           |
| Ludwig Taschenmaker († 1536)          | 637           | 1533–1535            | 1533 wie Wullenwever zum Bürgermeister ernannt; 1535 zurückgetreten; 1536 aufgrund von Wullenwevers „Geständnis“ verhaftet |           |
| Eberhard Störtelberg                  | 641           | 1545–1549            | 1533 als Mitglied des Ausschusses in den Rat gekommen und 1535 zurückgetreten, aber 1541 wiedergewählt; 1541 Gesandter bei Christian III. |           |
| Paul Wibbeking (1505–1568)            | 655           | 1560                 | Bild in der Marienkirche |           |
| Ambrosius Meyer                       | 656           | 1551                 | |           |
| Bartholomeus Tinnappel († 1566)       | 657           | 1564                 | Er kam als kommandierender Admiral der hansischen Flotte bei deren Niederlage im Dreikronenkrieg um. |           |
| Hermann Falke (1514–1566)             | 658           | 1553                 | |           |
| Christoph Tode (1515–1579)            | 663           | 1560–1566            | Gesandter Lübecks bei Friedensverhandlung mit Schweden und 1570 beim Friedensabschluss in Stettin |           |
| Anton Lüdinghusen († 1571)            | 664           | 1562                 | |           |
| Hieronymus Lüneburg († 1580)          | 666           | 1561                 | Schloss 1563 das Bündnis mit Dänemark und unterzeichnete den Frieden von Stettin. Gründete 1580 die Zirkelgesellschaft neu. |           |
| Heinrich Plönnies (um 1510–1580)      | 673           | 1572                 | Sohn des Bürgermeisters Hermann Plönnies |           |
| Johann Brokes (1513–1585)             | 680           | 1573                 | |           |
| Dietrich von Broemse (1540–1600)      | 687           | 1588                 | Neffe des Bürgermeisters Nikolaus Brömse, Besitzer des Brömser Hofes – Suizid am 5. August 1600. |           |
| Hermann von Dorne (1535–1594)         | 689           | 1579–1594            | Wappenepitaph an der Ostwand der Bürgermeisterkapelle in der Marienkirche mit lateinischer Inschrift. |           |
| Hermann von Vechtelde (1523–1572)     | 690           | 1571–1572            | Sohn des Braunschweiger Bürgermeisters Tilman Vechtelde. Starb in einer Ratssitzung. Gedenkplatte mit lateinischer Inschrift verfasst von David Chyträus aus seinem 1800 wegen Baufälligkeit abgebrochenen Epitaph an der Nordwand der Marientidenkapelle der Marienkirche.                                                                         |           |
| Johann Lüdinghusen (1541–1589)        | 691           | 1580–1589            | Verantwortlich für die Revision des Lübischen Rechts, erschienen 1586 als Statuta und des Stadt Rechts. |           |
| Joachim Lüneburg (1512–1588)          | 683           | 1581                 | Schwiegersohn von Anton von Stiten, war maßgeblich mitbeteiligt an der Neugründung der Zirkelgesellschaft |           |
| Gotthard V. von Hoeveln (1543–1609)   | 696           | 1589                 | |           |
| Arnold Bonnus (1542–1599)             | 698           | 1594                 | war der Sohn von Hermann Bonnus; begraben in St. Petri |           |
| Hermann Warmboeke                     | 707           | 1589                 | |           |
| Alexander Lüneburg (1560–1627)        | 709           | 1599                 | |           |

### 17. Jahrhundert
| Name und Lebensdaten                 | Ratslinie Nr. | Regierungszeit | Besonderheiten und Anmerkungen | Abbildung |
| ------------------------------------ | ------------- | -------------- | --- | --------- |
| Conrad Garmers (1539–1612)           | 710           | 1601–1612      | Als Gesandter 1594 bei der Krönung von König Sigismund in Uppsala und 1603 beim Zaren Boris Godunow in Moskau |           |
| Jakob Bording d. J. (1547–1616)      | 720           | 1600–1616      | |           |
| Heinrich Brokes (1567–1623)          | 722           | 1609–1623      | Mitglied der Kaufleutekompagnie |           |
| Johann Vinhagen (1564–1630)          | 728           | 1619–1630      | 1620 Gesandter in Schweden |           |
| Lorenz Möller (1560–1634)            | 729           | 1612–1634      | 1615 Lübecker Gesandter in Kopenhagen – sorgte für die Sicherheit der Stadt Lübeck während des Dreißigjährigen Krieges (1618–1648). Hatte ein mächtiges hölzernes Epitaph im Stil der Eckernförder Schule Gudewerths in der Marienkirche, nur in der Art noch übertroffen von dem des Matthäus Rodde. |           |
| Mattheus Kossen († 1621)             | 723           | 1616–1620      | |           |
| Heinrich Köhler (1576–1641)          | 739           | 1624–1641      | |           |
| Christoph Gerdes (1590–1661)         | 747           | 1627–1661      | |           |
| Johann Kampferbeke († 1639)          | 749           | 1634–1639      | |           |
| Heinrich Wedemhof (1584–1651)        | 751           | 1630–1651      | |           |
| Otto Brokes (1574–1652)              | 752           | 1640–1652      | Bruder des Bürgermeisters Heinrich Brokes (Nr. 722) |           |
| Hermann von Dorne (1596–1665)        | 757           | 1651–1665      | |           |
| Gotthard von Höveln (1603–1671)      | 765           | 1654–1669      | Trat aus Protest gegen den Kassarezess aus dem Rat aus |           |
| Anton Köhler (1585–1657)             | 767           | 1642–1657      | |           |
| Gottschalk von Wickede (1597–1667)   | 769           | 1659–1667      | Mitglied der Zirkelgesellschaft. |           |
| Johann Marquard (1610–1668)          | 763           | 1663–1668      | |           |
| Matthäus Rodde (1598–1677)           | 775           | 1667–1677      | Spanienfahrer |           |
| Heinrich Kerkring (1610–1693)        | 780           | 1671–1693      | Mitglied der Zirkelgesellschaft |           |
| Johann Ritter (1622–1700)            | 785           | 1669–1700      | |           |
| Konrad Schinkel († 1682)             | 786           | 1680–1682      | |           |
| David Gloxin (1597–1671)             | 792           | 1666–1671      | |           |
| Johann Siricius (1630–1696)          | 798           | 1687–1696      | Als Jurist wurde er 1657 Sekretär des Hansekontors auf der Bryggen in Bergen. 1677 war er Gesandter in Kopenhagen, um die Freigabe der Lübecker Schiffe zu erreichen, die bei Ausbruch des Schonischen Krieges zwischen Dänemark und Schweden beschlagnahmt worden waren.                             |           |
| Bernhard Diedrich Brauer (1629–1686) | 799           | 1669–1686      | Er war zunächst als Anwalt (Brauer von Hachenburg) am Reichskammergericht in Speyer tätig. 1667 Syndikus und Dompropst in Lübeck. |           |
| Bernhard Frese († 1688)              | 790           | 1685–1688      | |           |
| Anton Winckler (1657–1707)           | 802           | 1694–1707      | Epitaph mit Marmorbüste von Thomas Quellinus in der Marienkirche im nördlichen Chorumgang. |           |
| Gotthard Marquard (1611–1694)        | 805           | 1692–1694      | Bruder des Bürgermeisters Johann Marquard (Nr. 763) |           |
| Gotthard Kerkring (1639–1705)        | 808           | 1697–1705      | Mitglied der Zirkelgesellschaft. Epitaph für den Pater Patriae in der Marienkirche am ersten Wandpfeiler des Südschiffs. |           |
| Hieronymus von Dorne (1646–1704)     | 809           | 1695–1704      | Sohn des Bürgermeisters Hermann von Dorne. Epitaph mit lateinischer Inschrift von Thomas Quellinus im Nordschiff der Marienkirche, westlich der Totentanzkapelle. |           |

### 1700 bis 1811
Der Zeitraum umfasst neben dem 18. Jahrhundert die Erlangung der vollen völkerrechtlichen Souveränität Lübecks durch die Auflösung des Heiligen Römischen Reiches bis zur Lübecker Franzosenzeit. Er endet mit der Eingliederung des Stadtstaates durch Frankreich 1811. Damit verbunden war die Aufhebung der alten Verfassung und die Einführung des französischen Kommunalverwaltungsrechts.
| Name und Lebensdaten                      | Ratslinie Nr. | Regierungszeit | Besonderheiten und Anmerkungen | Abbildung |
| ----------------------------------------- | ------------- | -------------- | --- | --------- |
| Johann Westken (1639–1714)                | 810           | 1703           | Epitaph am sechsten Wandpfeiler des Südschiffs der Marienkirche. |           |
| Thomas von Wickede (1646–1716)            | 815           | 1708           | Enkel von #713; Mitglied der Zirkelgesellschaft. 1680 als 12. Mitglied seiner Familie in den Senat gewählt wurde er der fünfte Bürgermeister der Familie. Epitaph mit lateinischer Inschrift im südlichen Seitenschiff der Aegidienkirche am zweiten Wandpfeiler zu seinem Andenken als Vorsteher der Kirche, siehe die weitere Gedenktafel aus dem Jahr 1645. Begraben wurde er in der Marienkirche. |           |
| Sebastian Gercken (1656–1710)             | 820           | 1706           | Geboren in Magdeburg. Epitaph in der Katharinenkirche. Zweite Grabkapelle im südlichen Seitenschiff mit lateinischer Inschrift. |           |
| Adolf Mattheus Rodde (1655–1729)          | 824           | 1708           | |           |
| Peter Hinrich Tesdorpf (1648–1723)        | 831           | 1715           | |           |
| Daniel Müller (1661–1724)                 | 835           | 1717           | |           |
| Hermann Rodde (1666–1730)                 | 836           | 1717           | |           |
| Joachim Lothar Carstens (1655–1727)       | 842           | 1722           | |           |
| Jakob Hübens (1654–1731)                  | 844           | 1731           | Hübens verstarb im Jahr seiner Amtszeit. |           |
| Heinrich Balemann (1677–1750)             | 846           | 1724           | Epitaph im südöstlichen Chorumgang der Marienkirche links des Nebenportals mit lateinischer Inschrift. |           |
| Heinrich von Brömbsen (1673–1732)         | 847           | 1728           | Mitglied der Zirkelgesellschaft |           |
| Anton von Lüneburg (1673–1744)            | 848           | 1732           | Der letzte seines Geschlechts; Mitglied der Zirkelgesellschaft |           |
| Christian Albrecht Niemann (1680–1734)    | 850           | 1731           | |           |
| August Simon Lindholtz (1679–1743)        | 851           | 1735           | |           |
| Johann Heinrich Dreyer (1670–1737)        | 853           | 1732           | Schonenfahrer |           |
| Hermann Münter (1679–1743)                | 856           | 1738           | Bewirtete am 19. November 1716 Zar Peter den Großen mitsamt seinem Gefolge in seinem Hausgarten. |           |
| Gotthard Arnold Isselhorst (1682–1765)    | 858           | 1744           | |           |
| Johann Adolph Krohn (1674–1750)           | 860           | 1744           | |           |
| Heinrich Rust (1678–1757)                 | 862           | 1743           | |           |
| Mattheus Rodde (1681–1761)                | 869           | 1757           | Sein Porträt von Stefano Torelli im Haus der Kaufmannschaft. |           |
| Johann Friedrich Carstens (1696–1761)     | 871           | 1750           | Vollzog gemeinsam mit dem Ratsherrn Philipp Caspar Lamprecht (#882) im Jahr 1747 den Vergleich über die lauenburgischen Gebiete (die sog. Möllner Pertinenzien) mit Kurhannover. |           |
| Andreas Albrecht von Brömbsen (1703–1757) | 872           | 1750           | Sohn von #847; Mitglied der Zirkelgesellschaft; Sein Epitaph mit lateinischer Inschrift hängt an der Westwand der Heiligen-Leichnamskapelle im Nördlichen Seitenschiff der Jakobikirche |           |
| Ludwig Philipp Roeck (1697–1768)          | 879           | 1761           | Schonenfahrer; sein Epitaph befand sich in der Petrikirche. |           |
| Daniel Haecks (1706–1778)                 | 883           | 1757           | |           |
| Friedrich Green (1701–1773)               | 887           | 1769           | Nowgorodfahrer |           |
| Heinrich Diedrich Balemann (1703–1768)    | 889           | 1761           | Sohn von #846. Ab 1728 vierter Ratssekretär und Registrator, 1738 Protonotar. 1750 Ratsherr. |           |
| Georg Wilhelm Detharding (1701–1782)      | 890           | 1765           | Bestattet in einer 1761 errichteten Kapelle der Katharinenkirche, der Detharding-Kapelle. Lateinische Inschrift am barocken Sarkophag. |           |
| Joachim Peters (1712–1788)                | 895           | 1773           | Nowgorodfahrer. Grabdenkmal in der Marienkirche in der Warendorpkapelle im Südschiff mit lateinischer Inschrift. |           |
| Bernhard von Wickede (1705–1776)          | 898           | 1773           | Mitglied der Zirkelgesellschaft |           |
| Franz Bernhard Rodde (1721–1790)          | 899           | 1789           | Mitglied der Kaufleute-Kompagnie |           |
| Joachim Matthias Lütkens (1713–1780)      | 903           | 1777           | Epitaph mit lateinischer Inschrift im nördlichen Seitenschiff der Aegidienkirche, neben dem Hauptportal. |           |
| Hermann Georg Bünekau (1729–1805)         | 904           | 1778           | Herausgeber der Bibliotheca juris Lubecensis. |           |
| Johann Arnold Isselhorst (1720–1785)      | 909           | 1781           | Sohn von #858. 1745 Ratssekretär und Registrator. 1750 Protonotar, Ratsherr 1765. |           |
| Joachim Tanck (1724–1793)                 | 910           | 1783           | |           |
| Heinrich Brockes II. (1706–1773)          | 912           | 1768           | Abkömmling von #722. |           |
| Anton Diedrich Wilken (1715–1792)         | 913           | 1790           | Ältermann der Schonenfahrer |           |
| Georg Blohm (1733–1798)                   | 918           | 1792           | Bergenfahrer |           |
| Hermann Diedrich Krohn (1734–1805)        | 919           | 1786           | 1759 Dritter Ratssekretär und Registrator, 1765 Zweiter Ratssekretär, 1769 Erster Ratssekretär (Protonotar). 1773 Ratsherr. |           |
| Christian von Brömbsen (1742–1808)        | 921           | 1800           | Sohn des Besitzers von Gut Nütschau. Mitglied der Zirkelgesellschaft. |           |
| Gabriel Christian Lembke (1738–1799)      | 925           | 1794           | |           |
| Johann Georg Böhme (1730–1804)            | 928           | 1799           | Schonenfahrer |           |
| Johann Philipp Plessing (1741–1810)       | 930           | 1804           | |           |
| Johann Caspar Lindenberg (1740–1824)      | 934           | 1805           | |           |
| Mattheus Rodde (1754–1825)                | 936           | 1806           | Ehemann von Dorothea Schlözer. |           |
| Nicolaus Jacob Keusch (1745–1817)         | 937           | 1817           | Wurde 1790 als wortführender Ältermann der Schonenfahrer vor der Franzosenzeit in den Rat gewählt. |           |
| Johann Matthaeus Tesdorpf (1749–1824)     | 940           | 1806           | 1773 Dritter Ratssekretär und Registrator, erhielt zunächst eine Fortbildungsreise nach Wetzlar, Regensburg und Wien bewilligt. |           |
| Stephan Hinrich Behncke (1747–1824)       | 943           | 1818           | Ältermann der Bergenfahrer. Eintritt in den Rat vor der Franzosenzeit |           |
| Friedrich Nölting (1759–1826)             | 945           | 1826           | Ältermann der Schonenfahrer. Eintritt in den Rat vor der Franzosenzeit. Verstarb einen Monat nach der Wahl zum Bürgermeister. |           |
| Peter Hinrich Tesdorpf (1751–1832)        | 946           | 1827           | Ältermann der Kaufleute-Kompagnie. Eintritt in den Rat vor der Franzosenzeit |           |
| Georg David Richerz (1742–1811)           | 947           | 1810           | Prokurator am Obergericht. Ratsherr 1799. Sohn des Seniors Georg Hermann Richertz (1716–1767) |           |
| Christian Adolph Overbeck (1755–1821)     | 949           | 1814           | Mitbegründer und Direktor der Gesellschaft zur Beförderung gemeinnütziger Tätigkeit. Eintritt in den Rat vor der Franzosenzeit |           |

## 1811 bis 1813 war Lübeck Teil des Französischen Kaiserreichs
In der Franzosenzeit gehörte Lübeck zum Département des Bouches de l’Elbe. Entsprechend trat der Maire an die Stelle der Bürgermeister.
| Name und Lebensdaten                     | Ratslinie Nr. | Regierungszeit | Besonderheiten und Anmerkungen                      |  |
| ---------------------------------------- | ------------- | -------------- | --------------------------------------------------- |  |
| Johann Matthaeus Tesdorpf                | 940           | 1811           | provisorischer Maire                                |  |
| Anton Diedrich Gütschow                  | ohne          | 1811–1813      | Maire, vor und nach der Franzosenzeit Stadtsyndikus |  |
| Friedrich Adolph von Heintze (1768–1832) | ohne          | 1813           | provisorischer Maire                                |  |

## Bürgermeister Lübecks 1813 bis 1946
Der Zeitraum von den Koalitionskriegen bis nach dem Zweiten Weltkrieg beinhaltet zunächst eine Phase der unbedingten Restauration. 1848 fügte sich das Lübecker Staatswesen und es kam zu einer ersten Verfassungsänderung im neuzeitlichen Sinne, der weitere folgten, bis durch das Groß-Hamburg-Gesetz die Eigenstaatlichkeit der Stadt verloren ging. Seither waren und sind die Bürgermeister Stadtväter zunächst in einer preußischen und seit Ende des Zweiten Weltkrieges in einer schleswig-holsteinischen Großstadt.
| Name und Lebensdaten                                                                                     | Ratslinie Nr. | Regierungszeit                                                         | Besonderheiten und Anmerkungen | Abbildung |
| --- | ------------- | ---------------------------------------------------------------------- | --- | --------- |
| Johann Matthaeus Tesdorpf                                                                                | 940           | 1813–1824                                                              | Ratsmitglied seit 1794/1813. |           |
| Christian Adolph Overbeck                                                                                | 949           | 1814-                                                                  | Ratsmitglied seit 1800/1813 |           |
| Zwischen 1824 und 1916 hatten folgende Personen das Bürgermeisteramt mehrmals für jeweils ein Jahr inne: |               |                                                                        | |           |
| Christian Heinrich Kindler (1762–1845)                                                                   | 953           | 1821, 1825, 1827, 1829, 1831, 1833, 1834, 1835, 1837, 1839, 1841, 1843 | Ratsherr seit 1803/1813, Inhaber der Gedenkmünze Bene Merenti (1842) |           |
| Adolph Hinrich Voeg (1766–1833)                                                                          | 961           | 1825, 1826, 1828, 1830, 1832                                           | Seit 1814 im Rat. |           |
| Peter Hinrich Tesdorpf                                                                                   | 946           | 1827                                                                   | Ratsherr 1798/1813. |           |
| Thomas Günther Wunderlich                                                                                | 960           | 1833                                                                   | Wurde 1810 aus der Kaufleute-Kompagnie in den Rat gewählt und 1852 in den Ruhestand versetzt. |           |
| Johann Heinrich Kipp (1771–1833)                                                                         | 970           | 1833                                                                   | |           |
| Christian Nicolaus von Evers (1775–1862)                                                                 | 959           | 1836, 1838, 1840, 1842, 1844                                           | Mitglied der Zirkelgesellschaft. Ratsherr seit 1809/1813, 1852 in den Ruhestand versetzt. |           |
| Bernhard Heinrich Frister                                                                                | 971           | 1833, 1845, 1846, 1853/54                                              | 1821 in den Rat gewählt. Inhaber der Gedenkmünze Bene Merenti (1856) |           |
| Johann Joachim Friedrich Torkuhl                                                                         | 974           | 1845, 1847, 1848, 1851/52, 1857/58                                     | Ratsherr seit 1824, trat wegen Erblindung 1865 in den Ruhestand. Inhaber der Gedenkmünze Bene Merenti (1865) |           |
| Heinrich Brehmer                                                                                         | 985           | 1849/50, 1861/62, 1865/66                                              | 1870 im Ruhestand. Inhaber der Gedenkmünze Bene Merenti (1870) |           |
| Friedrich Claudius                                                                                       | 983           | 1851/52                                                                | |           |
| Karl Ludwig Roeck                                                                                        | 982           | 1855/56, 1859/60, 1863/64, 1867/68                                     | Inhaber der Gedenkmünze Bene Merenti (1864) |           |
| Theodor Curtius                                                                                          | 994           | 1869/70, 1873/74, 1877/78                                              | Inhaber der Gedenkmünze Bene Merenti (1885) |           |
| Heinrich Theodor Behn                                                                                    | 998           | 1871/72, 1875/76, 1879/80, 1883/84, 1887/88, 1891/92, 1895/96          | Ging 1901 im Alter von 82 Jahren in den Ruhestand. Inhaber der Gedenkmünze Bene Merenti (1895) |           |
| Arthur Gustav Kulenkamp                                                                                  | 1004          | 1881/82, 1885/86, 1889/90, 1893/94                                     | |           |
| Wilhelm Brehmer                                                                                          | 1005          | 1897/98, 1901/02                                                       | Trat 1904 in den Ruhestand. Inhaber der Gedenkmünze Bene Merenti (1901) |           |
| Heinrich Klug                                                                                            | 1012          | 1899/1900, 1903/04                                                     | Eröffnete in Anwesenheit des Kaisers Wilhelm II. mit einer Fahrt der Senatsbarkasse Lubeca vom Kaisertor zum Burgtor den Elbe-Lübeck-Kanal. Inhaber der Gedenkmünze Bene Merenti (1904)                                                                               |           |
| Johann Georg Eschenburg                                                                                  | 1017          | 1905/06, 1909/10, 1913/14                                              | Schritt mit Kaiser Wilhelm II. anlässlich dessen (letzten) Besuches Lübecks die Ehrenkompanie ab. Inhaber der Gedenkmünze Bene Merenti (1910) |           |
| Ernst Christian Johannes Schön                                                                           | 1022          | 1907/08                                                                | |           |
| Johann Hermann Eschenburg                                                                                | 1016          | 1911/12, 1915/16                                                       | Er trat im November 1918 in den Ruhestand. Inhaber der Gedenkmünze Bene Merenti (1914) |           |
| Emil Ferdinand Fehling                                                                                   | 1023          | 1917–1920                                                              | Nunmehr wieder mehrjährige Amtsperioden; Bürgermeister Fehling war das einzige Staatsoberhaupt eines Landes des Deutschen Kaiserreiches, das über die Novemberrevolution hinaus im Amt blieb. Inhaber der Gedenkmünze Bene Merenti (1917), Ehrenbürger Lübecks (1927) |           |
| Johann Martin Andreas Neumann                                                                            | 1029          | 1921–1926                                                              | Parteilos, aber mit deutschnationalen Sympathien. Nach einer Pressekampagne trat er kurz vor den Feierlichkeiten zum 700. Jubiläum der Reichsfreiheit Lübecks zurück.                                                                                                 |           |
| Paul Löwigt                                                                                              | 1038          | 1926–1933                                                              | Der erste von der SPD gestellte Bürgermeister in Lübeck. Das einzige sozialdemokratische Oberhaupt des Lübecker Staates. Trat unter dem Druck der laufenden Gleichschaltung gemeinsam mit allen SPD-Senatoren zurück.                                                 |           |
| Otto-Heinrich Drechsler                                                                                  | ohne          | 1933–1945                                                              | Zahnarzt, NSDAP-Oberbürgermeister. Beging in britischer Haft im Mai 1945 Selbstmord. |           |
| Gerhard Schneider                                                                                        | ohne          | 1945                                                                   | Bürgermeister |           |
| Friedrich Reeh                                                                                           | ohne          | 1945                                                                   | kommissarischer Bürgermeister (berufen durch die britische Militärregierung) |           |
| Emil Helms                                                                                               | ohne          | 1945–1946                                                              | kommissarischer Oberbürgermeister (berufen durch die britische Militärregierung) |           |

## Kreis Resident Officers der britischen Militärregierung
Der Kreis Resident Officer des Stadtkreises Lübeck (820. Detachment) unterstand seit dem 3. Mai dem Militärgouverneur von Schleswig-Holstein, Gail Patrick Henderson, Brigadegeneral des 8. britischen Armeekorps in Plön, ab 11. Mai Detachment Military Government in Kiel. Dieser unterstand seinerseits dem Feldmarschall Bernard Montgomery als Oberbefehlshaber der britischen Truppen in Deutschland (21. Britische Heeresgruppe). Der Kreis Resident Officer hatte seine Dienststelle in den ehemaligen Räumen der Lübecker NSDAP im Kanzleigebäude. Der britische Stadtkommandant hatte seine Dienststelle im Behnhaus.
- 1945–1946: Oberstleutnant A. J. R. Munro
- 1947–1950(?): H. Gerald Sullivan (1899–1979)

## Vorsitzende der Bürgerschaft seit 1946

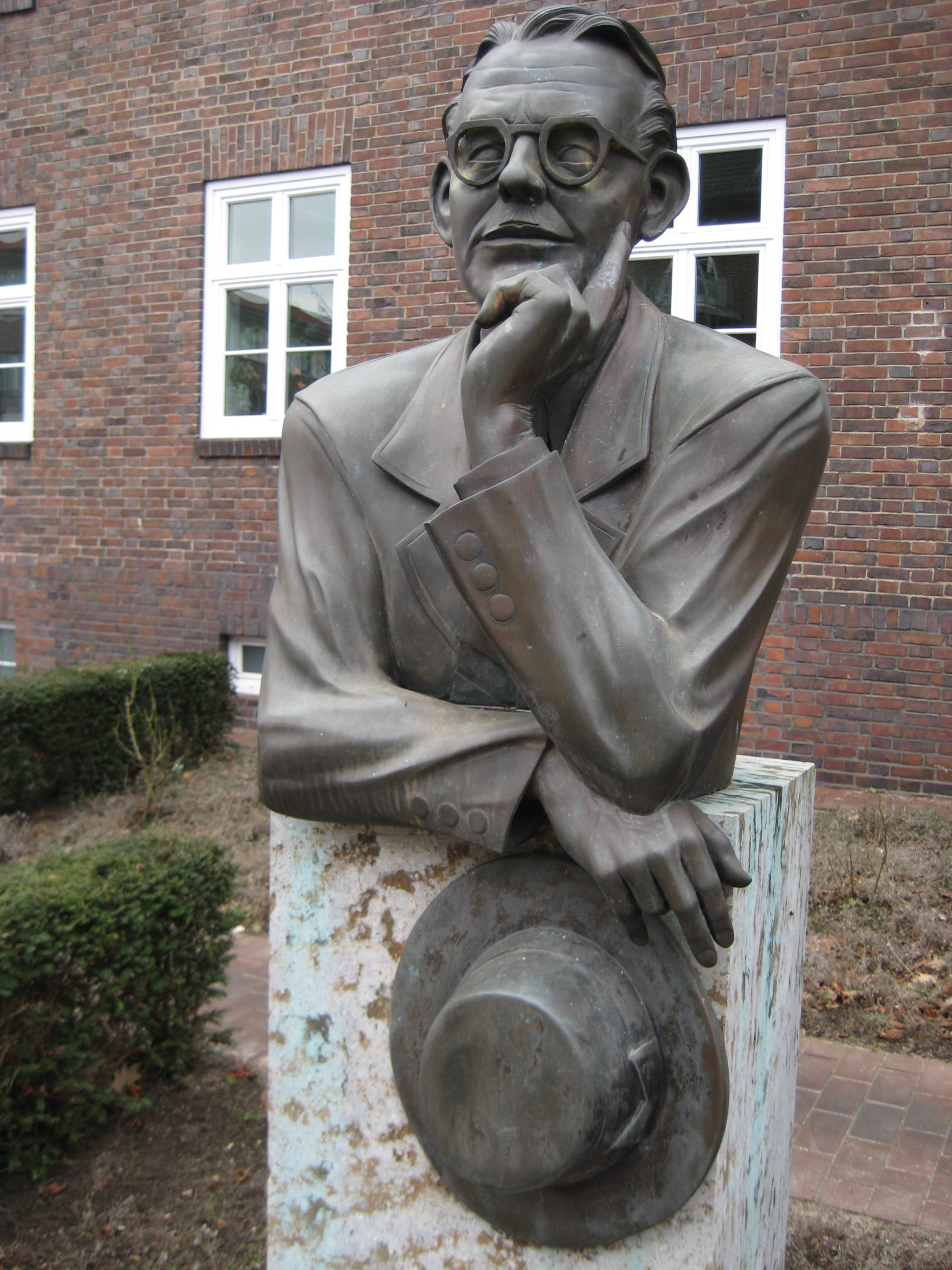
Otto Passarge

Die neue Verfassung wurde durch die Militärregierung am 13. April 1946 erlassen, die ersten freien Wahlen seit 1933 fanden am 13. Oktober 1946 unter Aufsicht der Militärregierung statt. Der Vorsitzende der Bürgerschaft ist höchster Repräsentant der Stadt.
- 1946–1950: Otto Passarge (SPD), Bürgermeister
- 1950–1955: Helmuth Niendorf (SPD), Stadtpräsident
- 1955–1956: Walther Böttcher (CDU), Stadtpräsident
- 1956–1962: Werner Kock (SPD), Stadtpräsident
- 1962–1966: Gerhard Gaul (CDU), Stadtpräsident
- 1966–1969: Werner Kock (SPD), Stadtpräsident
- 1970–1974: August Heine (SPD),[3] Stadtpräsident
- 1974–1979: Gerhard Gaul (CDU), Stadtpräsident
- 1979–1986: Sophus Pohl-Laukamp (CDU), Stadtpräsident
- 1986–1990: Ingeborg Sommer (SPD), Stadtpräsidentin
- 1990–2003: Peter Oertling (SPD), Stadtpräsident
- 2003–2008: Peter Sünnenwold (CDU), Stadtpräsident
- 2008–2020: Gabriele Schopenhauer (SPD), Stadtpräsidentin
- 2020–2023: Klaus Puschaddel (CDU), Stadtpräsident
- seit 2023 Henning Schumann (CDU), Stadtpräsident

## Leiter der Verwaltung seit 1946

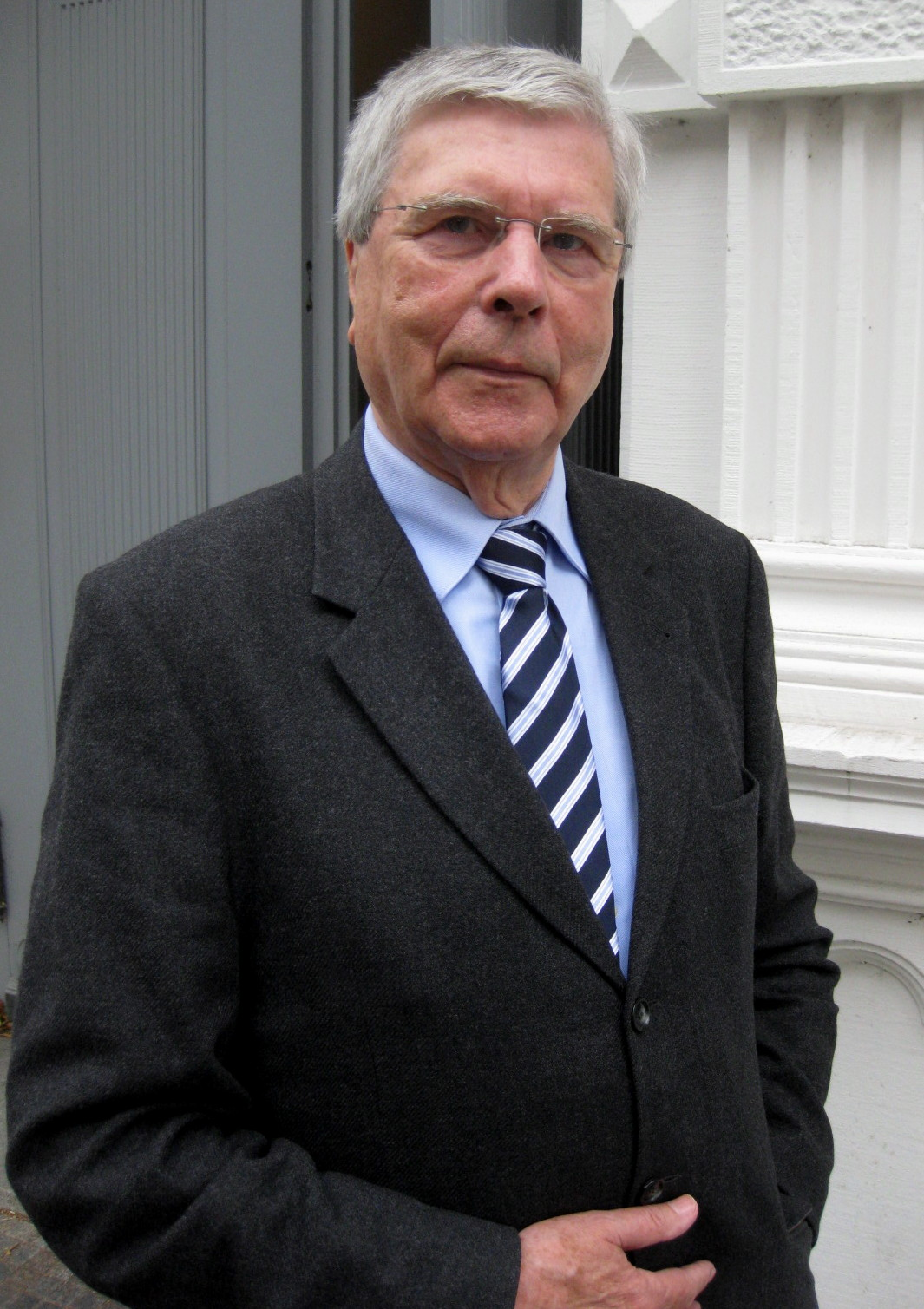
Robert Knüppel

- 1946–1950: Emil Helms (SPD), Oberstadtdirektor
- 1950–1956: Otto Passarge (SPD), Bürgermeister
- 1956–1959: Walther Böttcher (CDU), Bürgermeister
- 1959–1970: Max Wartemann (parteilos), Bürgermeister
- 1970–1976: Werner Kock (SPD), Bürgermeister
- 1976–1988: Robert Knüppel (CDU), Bürgermeister
- 1988–2000: Michael Bouteiller (SPD), Bürgermeister
- 2000–2018: Bernd Saxe (SPD), Bürgermeister
- seit 2018: Jan Lindenau (SPD), Bürgermeister[4]